# Ariane Lopez-Huici

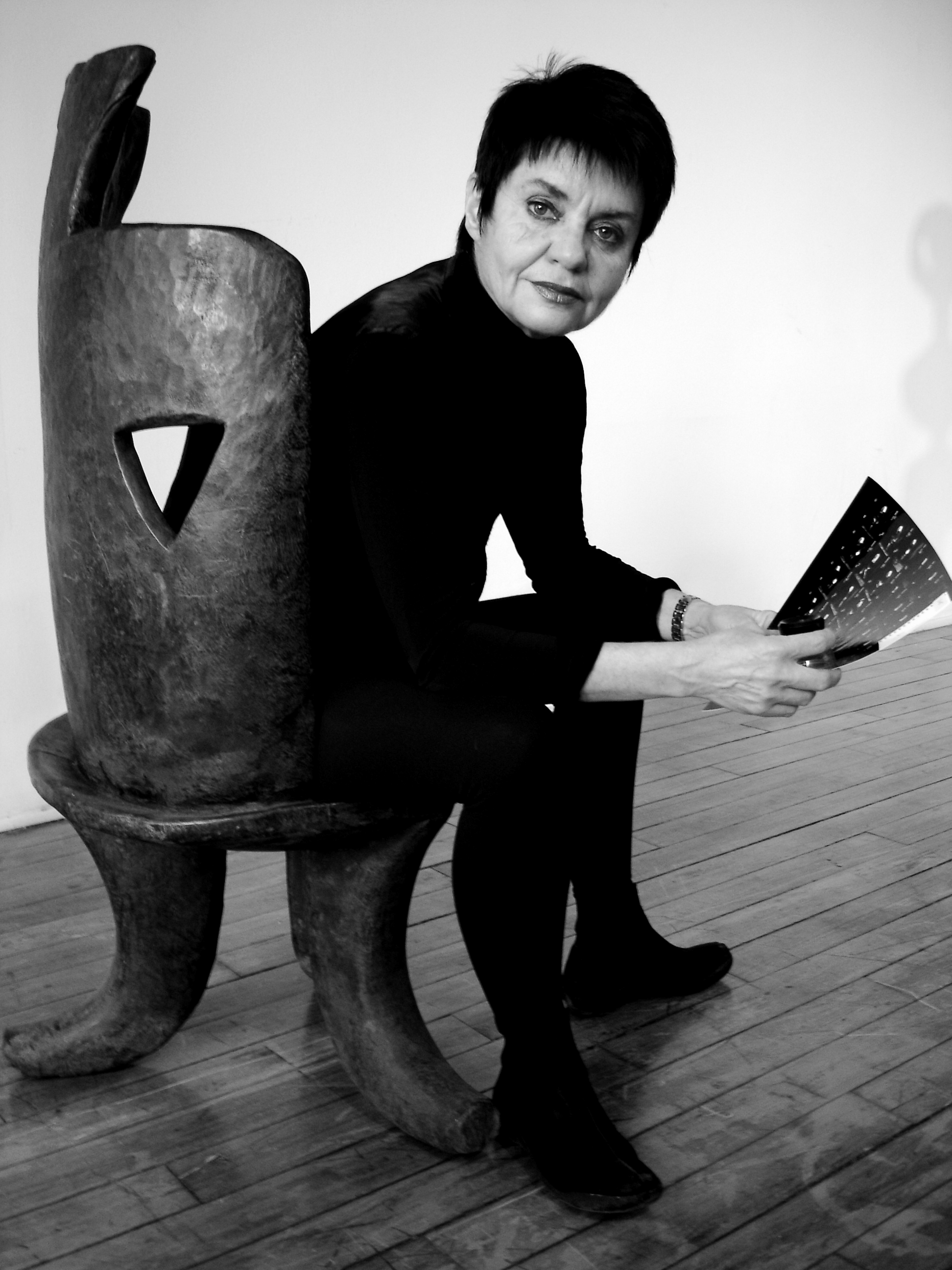
Ariane Lopez-Huici ©Alain Kirili

Ariane Lopez-Huici (* 1945 in Biarritz, Frankreich) ist eine französisch-US-amerikanische Fotografin.

## Leben und Werk
Ariane Lopez-Huici wurde 1945 als Tochter von Eugenio Lopez-Huici und Evelyne Belly in Biarritz geboren. Ihre Großtante Eugenia Huici de Errázuriz (1860–1951) war eine Schirmherrin der Kunst, eine Freundin von Igor Stravinsky und Pablo Picasso, dessen Modell sie war. A. Lopez-Huici studierte ab 1965 an der Pietro Vannucci Fine Arts Academy in Perugia und der Arts School of the Museum Nissim de Camondo in Paris. 1970 wurde sie Assistentin des Brasilianischen Filmemachers Nelson Pereira dos Santos, einem der Wegbereiter des Cinema Novo. Die Kunst des Lichtsetzens und fotografischen Techniken lernte sie durch ihn zu beherrschen. Sie fotografiert mit einer 35-mm-Kamera. Ihre erste Foto-Ausstellung war 1977 im Dartmouth College. 1980 zog sie mit ihrem Mann, dem Bildhauer Alain Kirili, den sie 1977 geheiratet hatte, nach New York.
Ihre Arbeit fokussiert sich auf den menschlichen Körper. Durch die Wahl ihrer Modelle überschreitet sie die Grenzen der herrschenden Schönheitskonventionen. Lopez-Huici nutzt die Schwarzweißfotografie mit tiefschwarzen Partien und einer ausgeprägten Körnung. In den Serien Aviva, Dalila und Holly zeigt sie ihre Vorliebe für fleischige Körper. Ihre afrikanische Serie Adama & Omar and Kenekoubo Ogoïre zeigt ihre Vorliebe für körperlichen Ausdruck. Rebelles and Triumph arbeiten mit einer Gruppe von voluminösen Frauen, die sich behaupten können. Ihre neueste Serie Priscille, von 2009 bis 2010, mit einem behinderten Modell, stellt sich in die Tradition von Auguste Rodin, der die wahre Schönheit und Persönlichkeit in Fragmenten des Körpers zu finden meinte.

„(...) I'm often asked why I choose the type of model I do. Why these? My body type is small and slender, whereas Aviva, Dalila, and Holly are Rubenesque. For me, at least, there's a large element of the unknown in the act of creating. If I really knew the answer I wouldn't photograph them. My choice of models depends on a variety of circumstances: how we meet, our desires, possibilities that attract and intrigue, the transgression of normative boundaries, the confidence one creates in order to persuade someone to pose. What I photograph is the irreducible mystery of my models.(...)“

## Ausstellungen (Auswahl)

### Einzelausstellungen
- 2012 New York University in France, Paris 2012[3]
- 2007 New York Studio School, New York
- 2004 Institut Valencià d’Art Modern, Valencia, Spain
- 2004 Musée de Grenoble, France[4]
- 2002 Ecole d’arts Plastiques, Chatellerault France
- 1996 AC Project Room New York
- 1988 Kunst-Station St. Peter (Köln), Köln
- 1983 Photography Center, Los Angeles
- 1982 MoMA PS1, Queens, New York

### Gruppenausstellungen
- 2012 Elizabeth A. Sackler Center for Feminist Art: Feminist Art Base: Ariane Lopez-Huici, Brooklyn Museum, New York[5][6]
- 2001 Voluptés, curated by Elga Wimmer, Borusan, Istanbul
- 2000 Foire internationale d’art contemporain, Frankreich
- 1996 The red gate curated by Jan Hoet, Stedelijk Museum voor Actuele Kunst, Gent, Belgium